# Jerzy Szewczyk

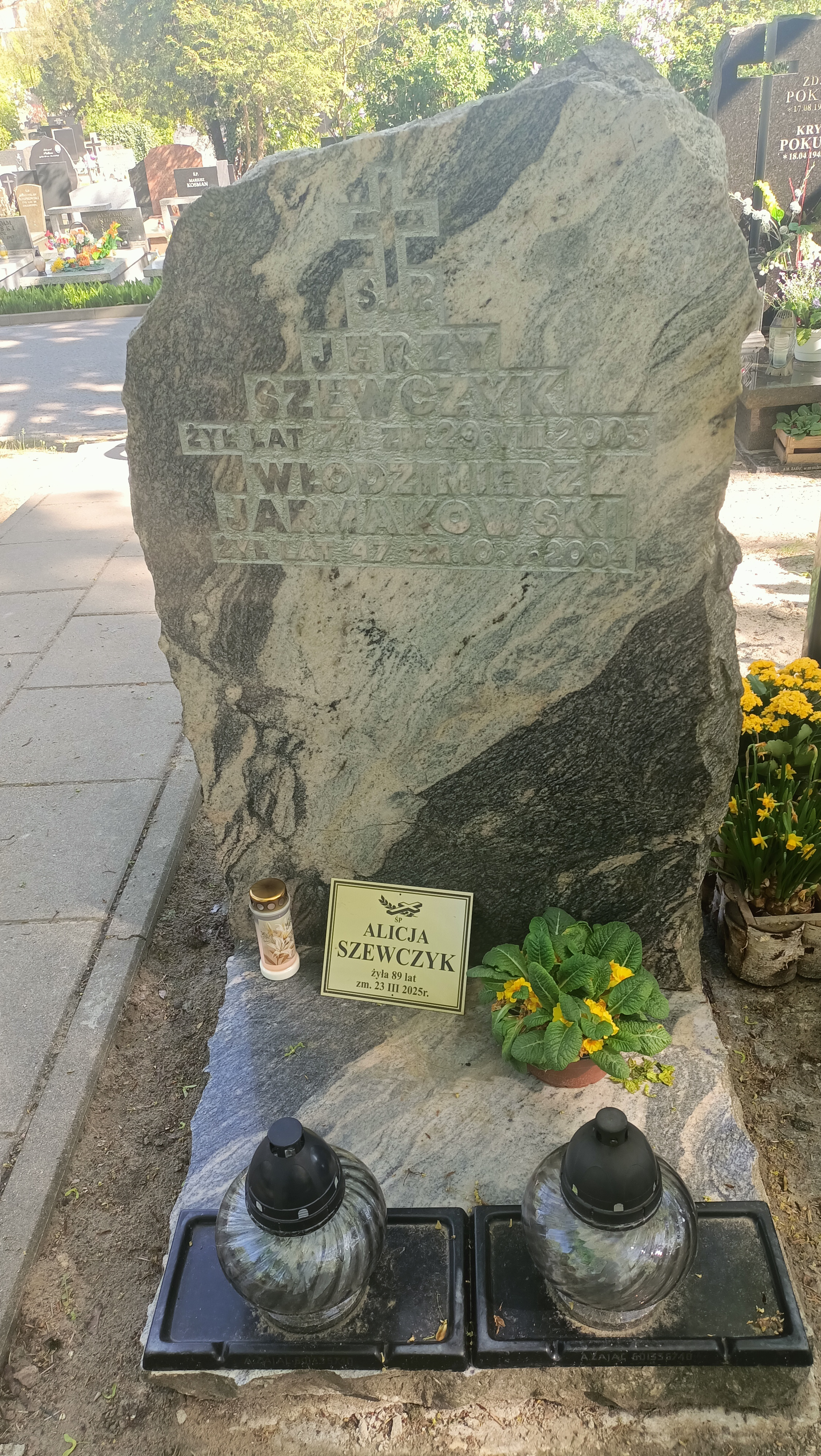
Grób Jerzego Szewczyka na cmentarzu wojskowym na Powązkach

Jerzy Szewczyk (ur. 11 lutego 1929, zm. 29 sierpnia 2003) – polski siatkarz i trener siatkówki.

## Życiorys
Był zawodnikiem AZS-AWF Warszawa, z którym zdobył w 1952 mistrzostwo Polski, od 1953 trenował kobiecą drużynę AZS-AWF Warszawa, zdobywając z nią mistrzostwo Polski (1955, 1956, 1957, 1958, 1960, 1962, 1963, 1964, 1965, 1966), dwukrotnie wicemistrzostwo Polski (1959, 1961) oraz brązowy medal mistrzostw Polski w 1953 i 1954. W 1966 ustąpił z funkcji trenera i został sekretarzem klubu.
W 1957 poprowadził żeńską reprezentację Polski do zwycięstwa w akademickich mistrzostwach świata, ponownie objął tę drużynę w 1959. W 1960 poprowadził ją w mistrzostwach świata, zajmując z nią czwarte miejsce. W 1961 zastąpił go Stanisław Mazur.
Został pochowany na cmentarzu wojskowym na Powązkach kwatera E rząd 17 grób 16.
Jego żoną była siatkarka Alicja Szewczyk.